# Wikariat di Santa Croce di Magliano
Wikariat di Santa Croce di Magliano – jeden z 4 wikariatów rzymskokatolickiej diecezji Termoli-Larino we Włoszech. 
Według stanu na wrzesień 2017 w skład wikariatu di Montenero wchodziło 14 parafii rzymskokatolickich. 

## Lista parafii
Źródło:
| Lp. | Miejscowość            | Parafia                                                               | Grafika | Kościół                                                                             | Adres                                          | Proboszcz                    |
| --- | ---------------------- | --------------------------------------------------------------------- | ------- | ----------------------------------------------------------------------------------- | ---------------------------------------------- | ---------------------------- |
| 1   | Morrone del Sannio     | Parafia Matki Bożej Większej                                          |         | Kościół Matki Bożej Większej w Morrone del Sannio                                   | Corso Vittorio Emanuele III, 86040 Ripabottoni | Mons. Gabriele Tamilia       |
| 2   | Ripabottoni            | Parafia Najświętszej Maryi Panny Wniebowziętej                        |         | Kościół Najświętszej Maryi Panny Wniebowziętej w Ripabottoni                        | Corso Vittorio Emanuele III, 86040 Ripabottoni | Mons. Gabriele Tamilia       |
| 3   | Montorio               | Parafia Najświętszej Maryi Panny Wniebowziętej                        |         | Kościół Najświętszej Maryi Panny Wniebowziętej w Montorio                           |                                                | Sac. Licursi Giovanni        |
| 4   | Guardialfiera          | Parafia Najświętszej Maryi Panny Wniebowziętej                        |         | Kościół Najświętszej Maryi Panny Wniebowziętej w Guardialfiera                      |                                                | don Antonio Antenucci        |
| 5   | Provvidenti            | Parafia Najświętszej Maryi Panny Wniebowziętej                        |         | Kościół Najświętszej Maryi Panny Wniebowziętej w Provvidenti                        |                                                | P. Maria Joseph Kiran Pudota |
| 6   | Castelbottaccio        | Parafia Najświętszej Maryi Panny Łaski                                |         | Kościół Najświętszej Maryi Panny Łaski w Castelbottaccio                            |                                                |                              |
| 7   | Lucito                 | Parafia św. Mikołaja z Bari                                           |         | Kościół św. Mikołaja z Bari w Lucito                                                |                                                | P. Kiran Madanu              |
| 8   | Casacalenda            | Parafia Matki Bożej Większej i Najświętszej Maryi Panny z góry Karmel |         | Kościół Matki Bożej Większej i Najświętszej Maryi Panny z góry Karmel w Casacalenda |                                                | don Michele Di Legge         |
| 9   | San Croce Di Magliano  | Parafia św. Antoniego Padewskiego                                     |         | Kościół św. Antoniego Padewskiego w San Croce Di Magliano                           |                                                |                              |
| 10  | Bonefro                | Parafia Matki Bożej Różańcowej                                        |         | Kościół Matki Bożej Różańcowej w Bonefro                                            |                                                |                              |
| 11  | Collotorto             | Parafia św. Jana Chrzciciela                                          |         | Kościół św. Jana Chrzciciela w Montemitro                                           |                                                |                              |
| 12  | San Giuliano di Puglia | Parafia św. Juliana                                                   |         | Kościół św. Juliana w San Giuliano di Puglia                                        |                                                |                              |
| 13  | Montelongo             | Parafia Najświętszej Maryi Panny ad Nives                             |         | Kościół Najświętszej Maryi Panny ad Nives w Montelongo                              |                                                |                              |
| 14  | Lupara                 | Parafia Najświętszej Maryi Panny Wniebowziętej                        |         | Kościół Najświętszej Maryi Panny Wniebowziętej w Lupara                             |                                                | Michele Di Leo               |